# Capitão
Oleúde José Ribeiro, plus communément appelé Capitão est un footballeur brésilien né le 19 septembre 1966.

## Palmarès
- Championnat du Japon :
  - Champion en 1994 (Verdy Kawasaki).